# Scopula commutaria
Scopula commutaria là một loài bướm đêm trong họ Geometridae.